# Vaso de Nanteos

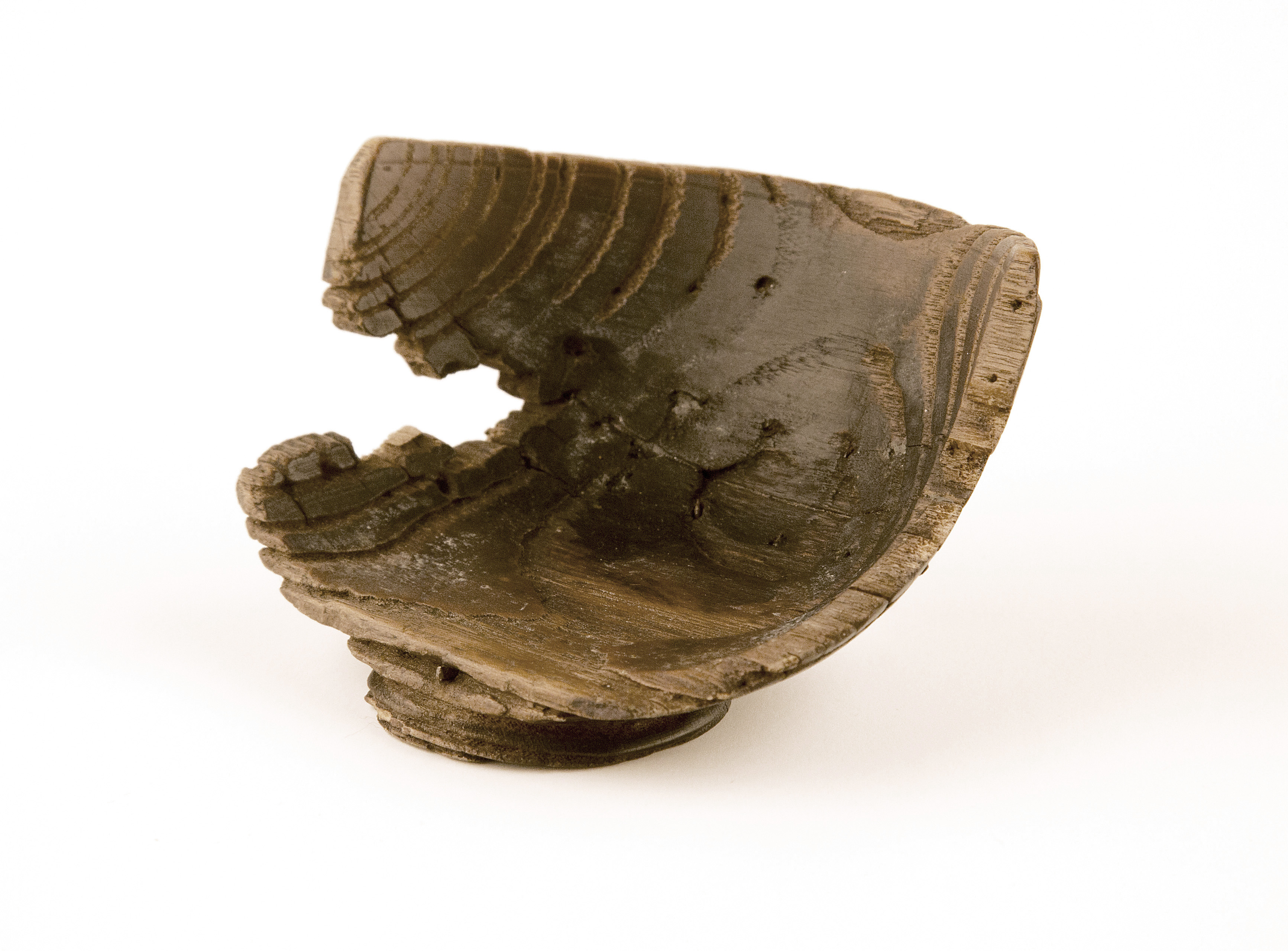
Vaso de Nanteos, Biblioteca Nacional de Gales

El Vaso de los Nanteos es una reliquia conservada en dicha ciudad situada en Gales del Norte. Se trata de un cuenco de madera del que solo quedan algunos fragmentos. Al ser de madera queda descartado que fuera el usado durante la Última Cena, pues los judíos no beben sobre madera, pero algunos autores creen que posiblemente este vinculado o sea el origen de las leyendas artúricas y la búsqueda del Grial. 
Fue encontrado en Gloucester, y al parecer durante la Edad Media se le atribuyeron propiedades curativas, por lo que los bordes se desgastaron de tantas personas como bebieron de él. Durante el siglo XIX, se encontraba expuesto en la iglesia de Nanteos, y hasta allí acudió Richard Wagner para verlo e inspirarse para su drama musical, Parsifal, el caballero blanco que encontró el Grial según las leyendas artúricas.